# Schmidt Sára
Schmidt Sára (Székesfehérvár, 1994. január 24. –) magyar színművész.

## Élete
Középiskolai tanulmányait a székesfehérvári Vasvári Pál Gimnáziumban végezte német szakon. Már gimnazista korában is érdekelte a színészet, tagja volt a székesfehérvári Szabad Színház Társulatnak. 2013 és 2016 között a Pesti Magyar Színiakadémia tanulója volt, Lengyel Ferenc osztályában.

## Szerepei

### Film/TV
- Barátok közt – Vályogos Roxi (2013)
- Radnóti-etűdök – Gyarmati Fanni (2014)
- Egynyári kaland (2015–2019)
- Partizánok (2016)
- A bűnösök kora (2017)
- Ízig-vérig (2019)
- A tanár (2019)
- Apatigris (2020–2023)
- Cella – Letöltendő élet (2023)
- Az első kettő (2023)

### Színház
1. Szegedi Szabadtéri Játékok:
  - István, a király - közreműködő (rend.: Alföldi Róbert, koreográfus: Vári Bertalan, 2013)
2. Pesti Magyar Színház:
  - My fair lady – artista (rend.: 	Sík Ferenc, 2013-tól)
  - Rumini – Ferrit (rend.: Méhes László, 2013-tól)
  - Égigérő fű – zöldségárus lány (rend.: Horváth Patrícia, 2014-től)
  - Rév Fülöp – közreműködő (rend.: Göttinger Pál, 2014)
  - Macbeth – közreműködő ( rend.: Horgas Ádám, 2014)
  - Párbajkódex - mozgásszínház (rend.: Gyöngyösi Tamás, 2014)
  - A bál – mozgásszínház (rend.: Gyöngyösi Tamás, 2015)
  - Frankenstein – Agatha (rend.: Koltai M. Gábor, 2015)
  - A konyha – Hettie (rend.: Lengyel Ferenc, 2015)
3. Zalaegerszegi Hevesi Sándor Színház:
  - A dzsungel könyve - Tuna, tánckar (rend.: Bal József, koreográfus: Ladányi Andrea, 2016)
4. Nyíregyházi Móricz Zsigmond Színház:
  - Asszony asszonynak farkasa – Isabella (rend.: Koltai M. Gábor, 2018)
  - Maszmók Afrikában – Maszmók (rend.: Urmai Gábor, 2018)
  - A kis hableány – Kis hableány (rend.: Sediánszky Nóra, 2018)